# Титувенский район
Титувенский район (лит. Tytuvėnų rajonas) — административно-территориальная единица в составе Литовской ССР, существовавшая в 1950—1959 годах. Центр — село (с 1956 — город) Титувенай.
Титувенский район был образован в составе Шяуляйской области Литовской ССР 20 июня 1950 года. В его состав вошли 13 сельсоветов Кельмеского уезда, 13 сельсоветов Расейнского уезда и 1 сельсовет Шяуляйского уезда.
28 мая 1953 года в связи с ликвидацией Шяуляйской области Титувенский район перешёл в прямое подчинение Литовской ССР.
23 января 1959 года Титувенский район был упразднён, а его территория передана в Кельмеский район